# Kalininaül
Kalininaül (en rus: Калининаул) és un poble de la república del Daguestan, a Rússia. Segons el cens del 2010 tenia 535 habitants.